# Seututie 114
Pour les articles homonymes, voir Route 114.
La route régionale 114 (finnois : Seututie 114) est une route régionale allant de la valtatie 1 à Espoo jusqu'au centre de Kauniainen en Finlande,,.

## Présentation
La seututie 114 est une route régionale d'Uusimaa.
Elle passe sous la Rantarata à Kauniainen.